# Grejus distrikt
Grejus (stavas ibland Geijus, fi. Reijola) är ett distrikt i Helsingfors stad. Stadsdelar inom distriktet är Mejlans, Brunakärr och Dal (Bakom dessa länkar finns mera detaljerad information).